# Voor Georgië
Voor Georgië of voluit Gacharia voor Georgië (Georgisch: გახარია საქართველოსთვის, Gacharia Sakartvelostvis) is een centrumlinkse politieke partij in Georgië. De partij werd in 2021 opgericht door Giorgi Gacharia, voormalig premier en minister van binnenlandse zaken van Georgische Droom. De partij positioneerde zich tussen de twee grootste kemphanen in de Georgische politiek, de Georgische Droom en haar aartsrivaal en voormalige machthebber Verenigde Nationale Beweging.
De partij won bij de gemeenteraadsverkiezingen van dat jaar bijna acht procent van de stemmen en werd daarmee de derde grote partij. Bij de parlementsverkiezingen van 2024 wist de partij dit electoraat vast te houden, maar werd vijfde in een geconsolideerd partijlandschap.

## Geschiedenis
In februari 2021 nam Gacharia ontslag als premier en verliet regeringspartij Georgische Droom, omdat de partijleiding volgens hem partijbelangen boven nationale belangen zette. Dit zei hij in de context van de confronterende houding van Georgische Droom in de patstelling met de oppositie na de verkiezingen van oktober 2020. Hij vond ook dat de partij afdreef van haar oorspronkelijke idealen.

### Oprichting
Het oprichtingscongres op 29 mei 2021 koos Giorgi Gacharia tot voorzitter koos. Hij zette op dit congres de strijd voor een "eerlijke en sterke staat" en kansengelijkheid centraal. De belangrijkste speerpunten waren de aanpak van het gebrek aan burgervertrouwen in de zwakke staatsinstellingen, het gebrek aan sociale beschermingsmechanismen, de armoede en werkloosheid, nepotisme en corruptie.
Na zijn vertrek als premier volgden zes parlementsleden van Georgische Droom hem, waardoor Gacharia meteen een parlementaire basis voor zijn partij had. Een aantal gemeenteraadsleden van Georgische Droom stapten een paar maanden later ook over naar Voor Georgië.

### Gemeenteraadsverkiezingen 2021

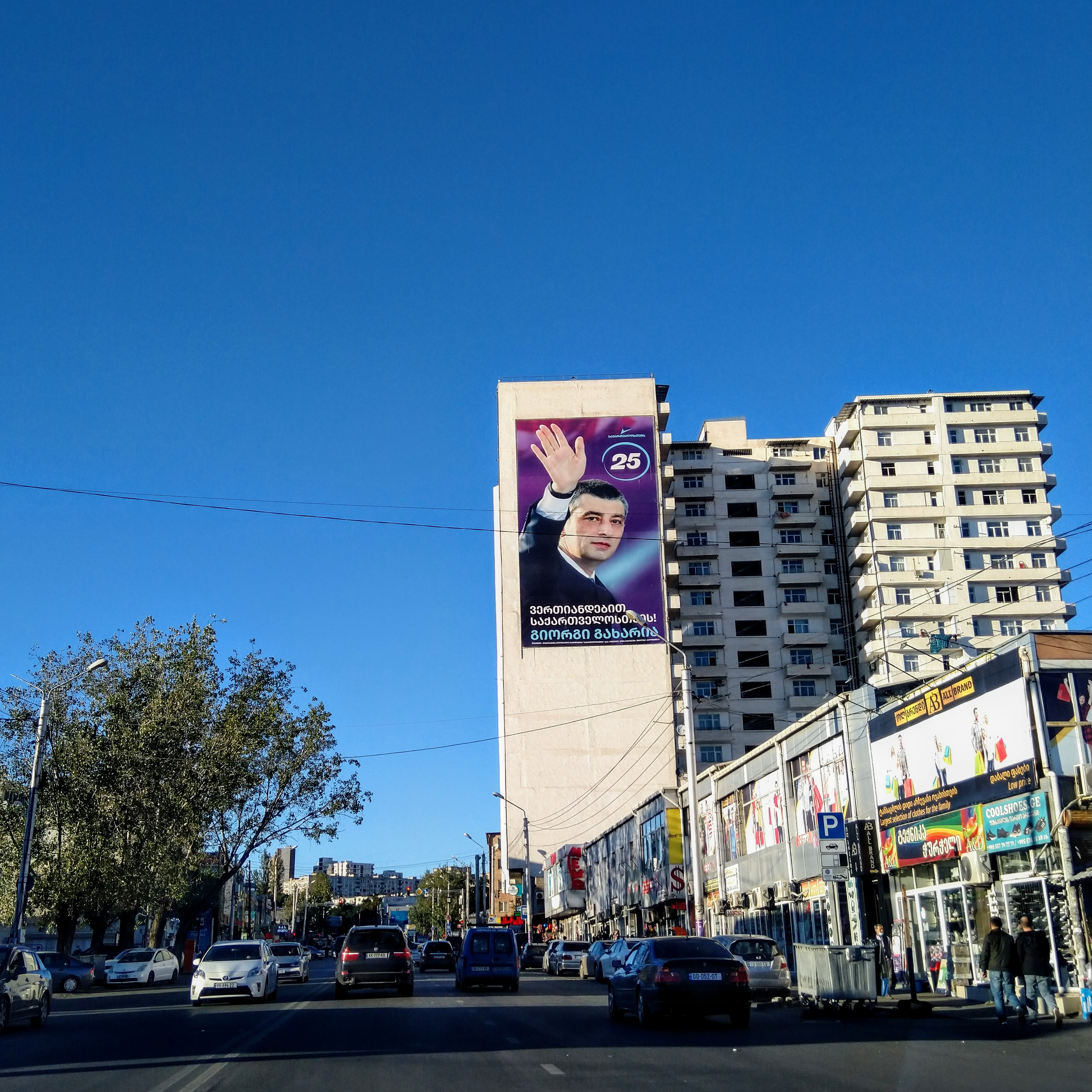
In 2021 deed Gacharia met zijn eigen partij Voor Georgië mee met de gemeenteraadsverkiezingen. In Tbilisi was hij burgemeesterskandidaat.

De partij nam deel aan de gemeenteraadsverkiezingen van oktober 2021 en eindigde op de derde plaats achter Georgische Droom en de Verenigde Nationale Beweging. Ze won landelijk bijna acht procent van de stemmen en wist in 54 van de 64 gemeenten zetels te veroveren. In hoofdstad Tbilisi behaalde de partij bijna negen procent van de stemmen. 
Partijleider Gacharia deed daar ook mee met de burgemeestersverkiezing en werd derde met ruim negen procent van de stemmen. Hij weigerde daarna in de benodigde tweede ronde een steunverklaring te geven voor een van beide kandidaten, de zittend burgmeester Kacha Kaladze van Georgische Droom en uitdager Nika Melia van de Verenigde Nationale Beweging. Dit paste bij zijn positionering als alternatief tussen deze twee tegenpolen. 
Voor Georgië was in een zevental gemeenten de sleutelpartij om Georgische Droom uit de macht te kunnen houden. In enkele gemeenten lukte dat na maanden van politieke impasses door 'hung' gemeenteraden en bestuurden coalities van de Verenigde Nationale Beweging, Voor Georgië en Lelo. Dit ging voor Gacharia's partij niet zonder interne problemen, want hij had beloofd niet in zee te gaan met zowel Georgische Droom als de Verenigde Nationale Beweging.

### Buitenlandse agentwet

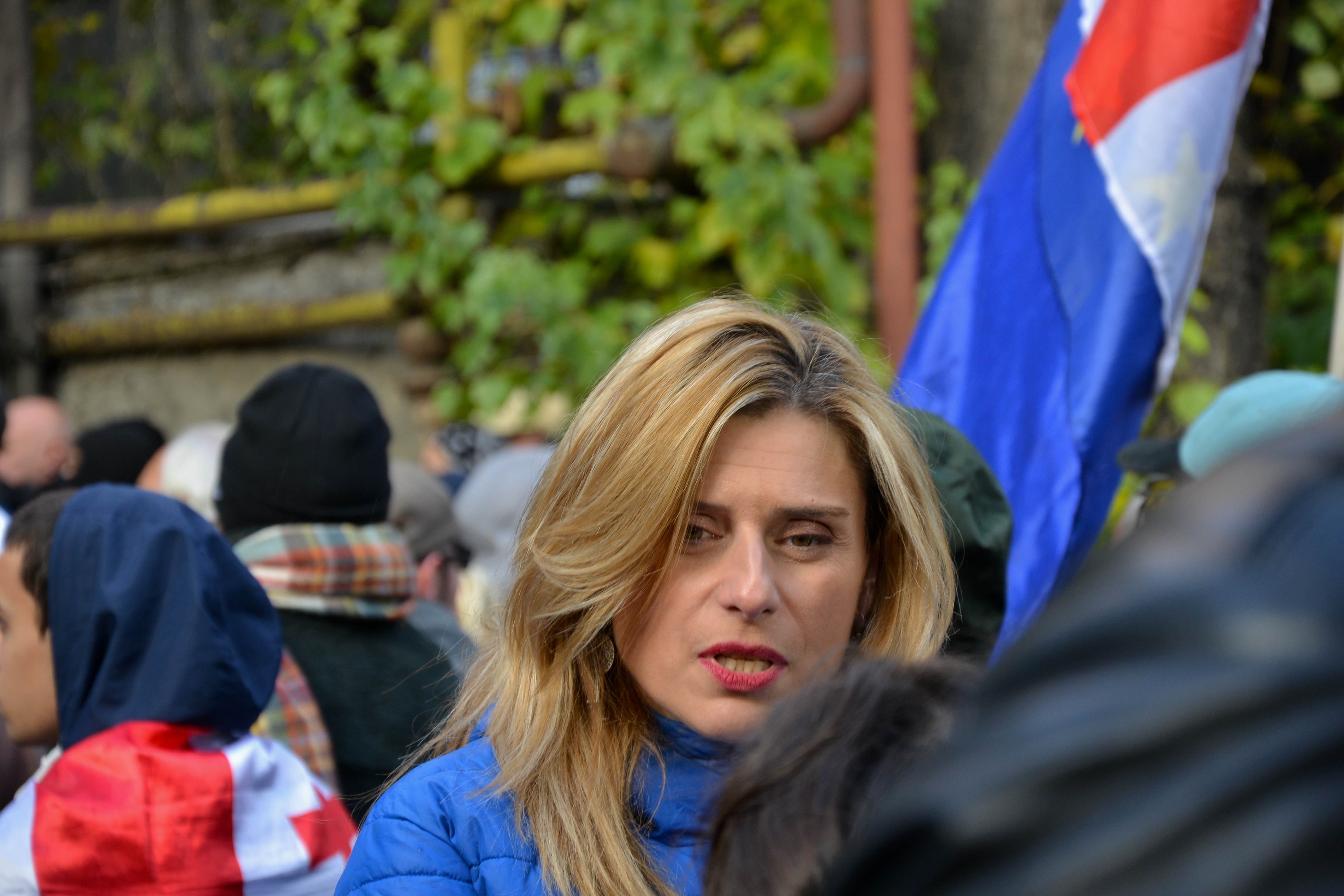
Teona Akoebardia, een van de initiafnemers achter het voorstel tegen Russische beïnvloeding.

De partij was in 2023 en 2024 fel tegen de invoering van de zogeheten 'Buitenlandse agenten-wet' van Georgische Droom, die de Europese toetreding in gevaar zou brengen. Volgens de partij was de intentie achter het gehaast invoeren van de wet in 2024 om het vertrouwen in onafhankelijke verkiezingswaarneming te ondermijnen en daarmee de weg vrij te maken voor verkiezingsmanipulatie.
Voor Georgië lanceerde een eigen variant op de wet waarbij Russische beïnvloeding doelgericht aangepakt zou kunnen worden, zonder gebruik te maken van stigmatiserende labels. Ook nam de partij het initiatief om de directe verkiezing van de president weer in te voeren. Deze was met grondwetswijzigingen in 2018 afgeschaft en vond in 2024 voor het eerst via een kiescollege plaats.

### Afstand tot andere partijen

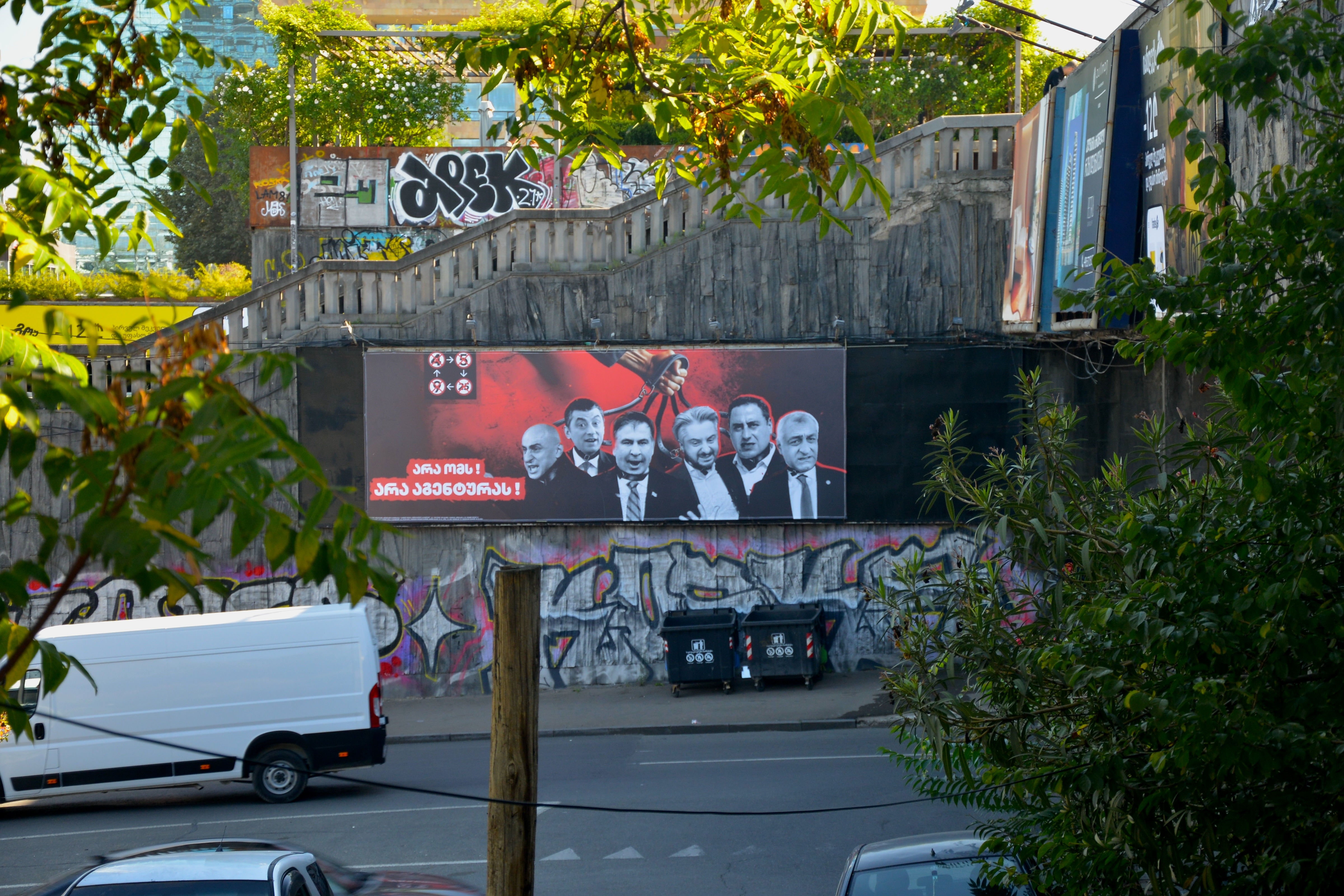
Anti-oppositieposter in 2024 van Georgische Droom, die Voor Georgië op een hoop gooide met de Verenigde Nationale Beweging en haar "satellietpartijen" en hen presenteerde als oorlogszuchtige honden aan de lijn van hun buitenlandse beschermheer.

De meeste prowesterse oppositiepartijen vormden coalities in aanloop naar de parlementsverkiezingen van oktober 2024. Voor Georgië deed bewust zelfstandig mee om zich niet te affiliëren met vermeend besmette partijen in de oppositie, met name de Verenigde Nationale Beweging maar ook haar gepercipieerde satellietpartijen. De grootse postercampagne van Georgische Droom met de leus "Geen oorlog! Kies voor vrede!" gooide Voor Georgië desondanks op een hoop met de Verenigde Nationale Beweging en haar "satellietpartijen". Ze projecteerde hen als oorlogszuchtig en agenten van het westen, die Georgië een oorlog met Rusland in proberen te krijgen.

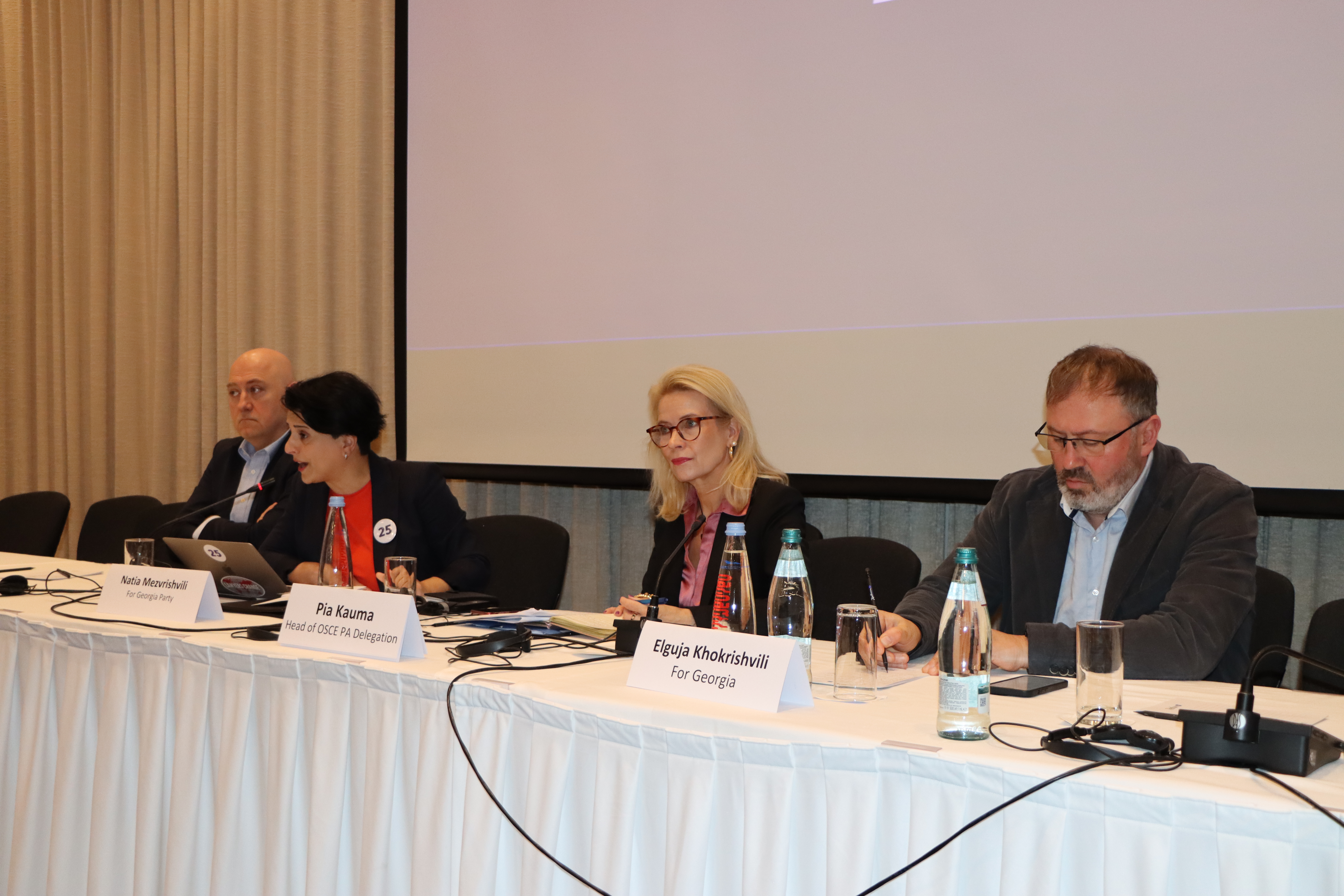
Voor Georgië vertegenwoordigers bij briefing van de OVSE-verkiezingsmissie. Vice-voorzitter Natia Mezvrisjvili tweede van links.

De partij ondertekende als laatste in september 2024 het 'Georgisch Handvest', een initiatief van president Salome Zoerabisjvili om de prowesterse oppositie te verenigen achter een plan van aanpak om het pad naar de Europese toetreding te repareren na de verkiezingen. Ook hierin hield de partij zich lang afzijdig van de rest van de oppositie, want de rest ondertekende dit drie maanden eerder.
President Zoerabisjvili probeerde Voor Georgië nog aan Lelo te koppelen voor een sterkere coalitie, maar oud zeer tussen de partijleiders uit de tijd van het minister- en premierschap van Gacharia zat dit in de weg. De oprichters van Lelo waren zakelijk direct betrokken bij de aanleg van de diepzeehaven in Anaklia. De Georgische regering onder leiding van Gacharia zette hen in 2020 aan de kant door het contract met het consortium dat de twee leidden te beëindigen en vervolgde ze tevens in een oude witwaszaak uit 2008. Daarnaast was er een fundamenteel verschil van mening tussen beide partijen over een mogelijke coalitieregering met de Verenigde Nationale Beweging. Voor Georgië wilde onder geen beding deze partij terug in de macht zien.

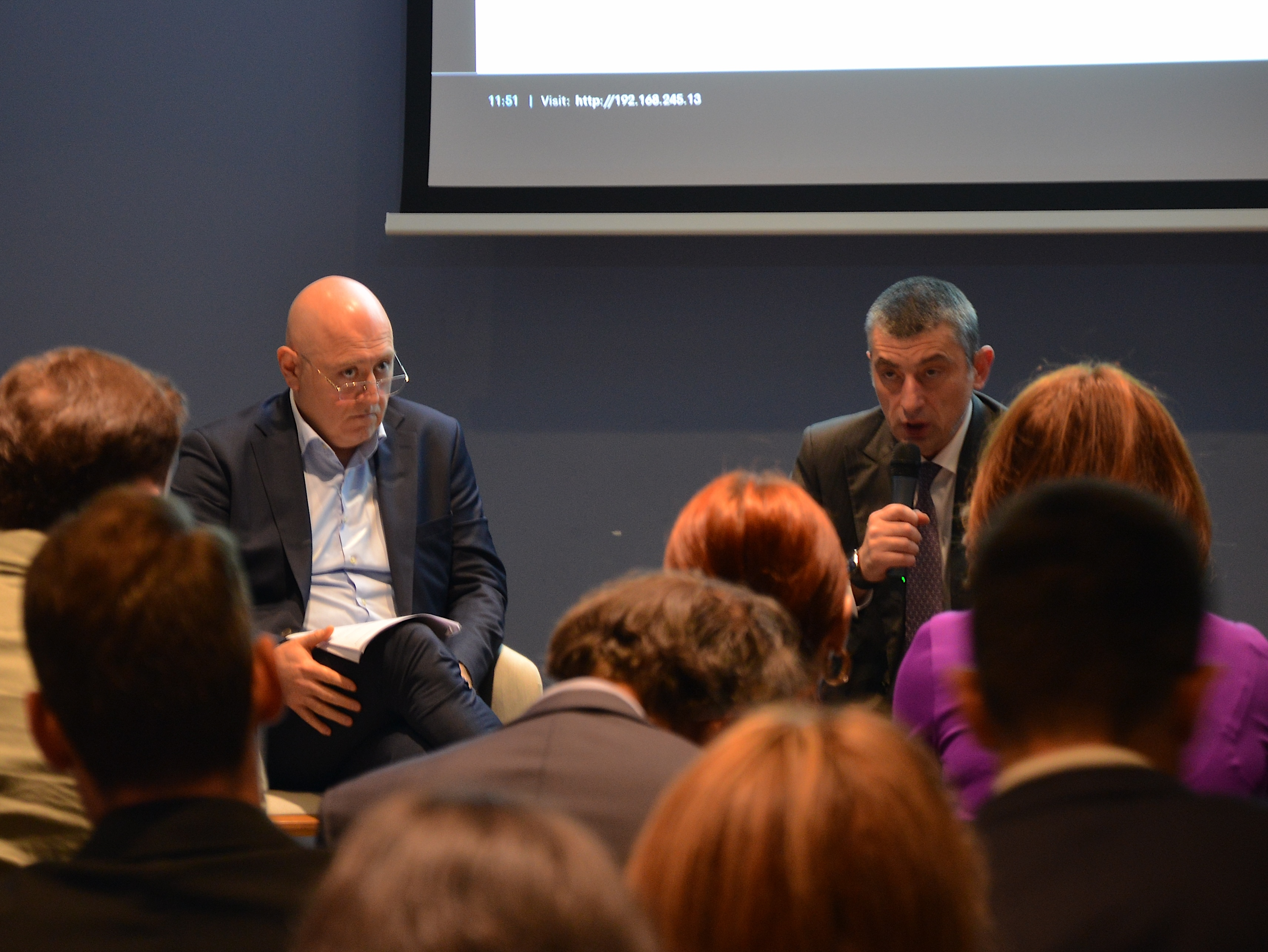
Partijleider Giorgi Gacharia licht de onderzochte verkiezingsfraude toe aan diplomatieke vertegenwoordigers en internationale pers.

### Parlementsverkiezingen 2024
De partij behaalde volgens de officiële uitslag bijna acht procent van de stemmen, goed voor twaalf zetels, en werd daarmee de vijfde grote partij. De gehele oppositie, inclusief Voor Georgië, boycotte het parlement uit protest tegen de in hun ogen door Georgische Droom vervalste uitslag. Voor Georgië liet zich niet zien bij de grote demonstraties die volgden op de verkiezingen en hield ook afstand van andere gezamenlijke oppositie acties. De partij was na de verkiezingen vooral actief met het vergaren van bewijs van verkiezingsfraude.
Voor Georgië was de enige oppositiepartij die de parlementszetels en kieslijst niet op eigen verzoek liet annuleren. Gacharia gaf aan dat dit hen autonomie verschafte. Tevens bleef zo partijfinanciering vanuit de overheid overeind. Voor Georgië kent geen grote geldschieters. Op 2 juli 2025 werden de parlementaire mandaten van alle twaalf leden van de partij op initiatief van de procedurele commissie van het parlement ingetrokken, vanwege stelselmatige afwezigheid.

### Gemeenteraadsverkiezingen 2025
Net als in 2020-2021 liep de politieke crisis na de parlementsverkiezingen van oktober 2024 over in de gemeenteraadsverkiezingen een jaar later. Verschillende oppositiepartijen gaven aan deze te boycotten, omdat de verkiezing toch een farce zou zijn. Voor Georgië koos net als eerder een eigenstandige koers en liet zich niet door het activistische deel van de oppositie opjagen. Partijleider Gacharia gaf in april 2025 aan dat de partij nog niet klaar was voor een definitieve positie en dat ze nog alle opties openhield. In juni 2025 liet de partij doorschemeren een neutrale kandidaat voor de burgemeestersverkiezing in Tbilisi te steunen, als andere (oppositie)partijen ook aan de verkiezing mee zouden doen.
De commissie-Tsoeloekiani ondervraagde Gacharia in de tussenliggende maanden over zijn rol in een aantal dossiers in 2019, toen hij minister van binnenlandse zaken was. Een belangrijk dossier was een territoriaal conflict met Zuid-Ossetië waardoor Georgië de controle verloor over ongeveer vijf vierkante kilometer. Oppositiepolitici zagen in de ondervraging een drukmiddel van Georgische Droom om de ambivalente Gacharia te dwingen aan de verkiezingen mee te doen, op straffe van de gevangenis vanwege het verlies aan Georgisch territorium waar hij verantwoordelijk voor gehouden werd.

## Ideologie
Voor Georgië omschrijft zichzelf als een sociaaldemocratische en progressieve partij. De Georgische versie van Kieskompas plaatst de partij in het cultureel-liberale en economisch-linkse kwadrant, als een centrumlinkse partij. Ook wordt de partij enige liberale eigenschappen toegedicht, en focust zich op anti-corruptie, reformisme en technocratie, met een pro-Europees buitenlandbeleid. De partij staat conservatief tegenover zogeheten "lhbti-propaganda" en wil met name kinderen daartegen beschermen.

### Positionering

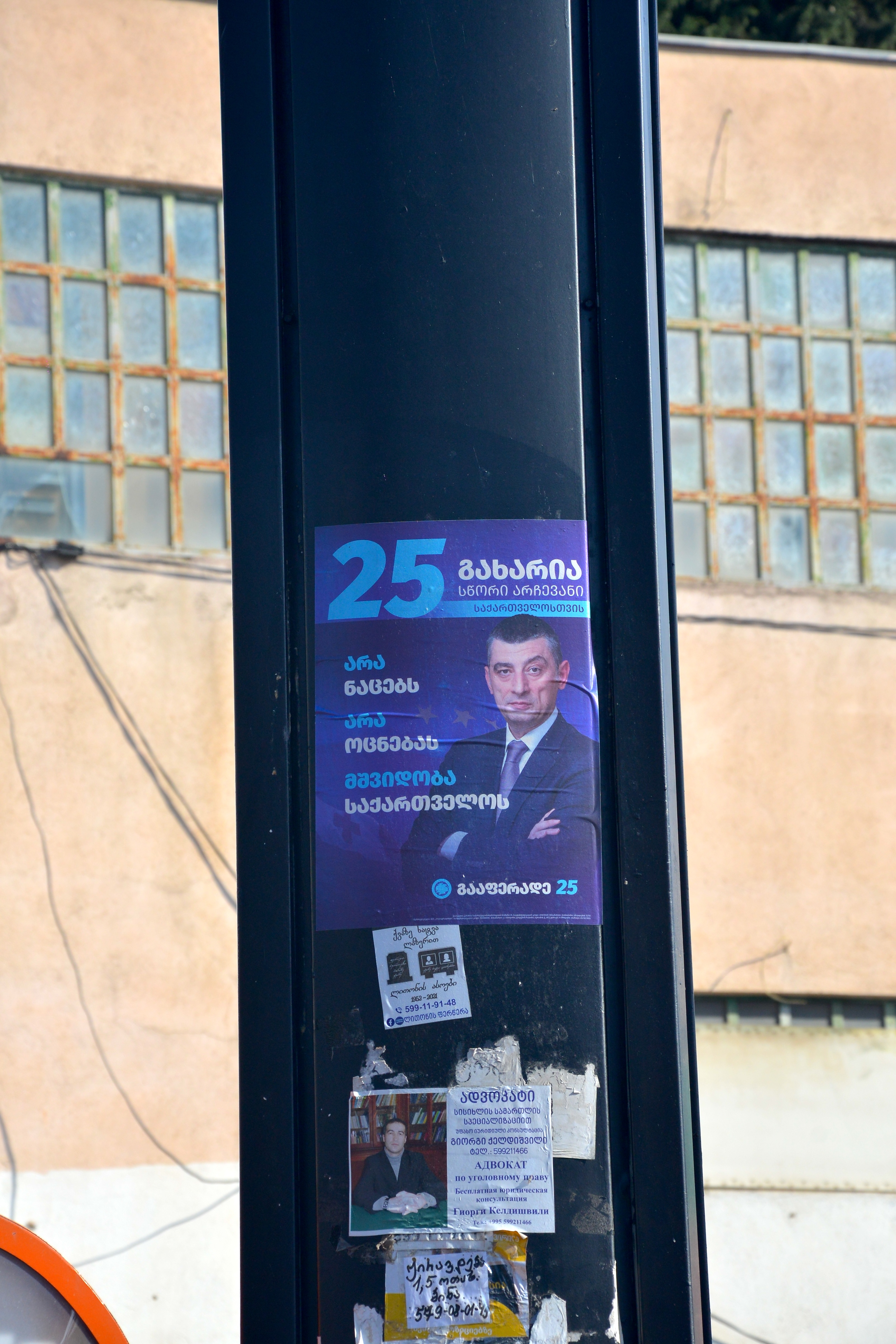
De partij positioneerde zich nadrukkelijk tussen Georgische Droom en de Verenigde Nationale Beweging en zette zich daar ook tegen af. Verkiezingsleus "Nee tegen de Natsis. Nee tegen de Droom. Vrede voor Georgië" (2024).

Gacharia positioneerde zijn partij als het redelijke alternatief tussen de tegenpolen Georgische Droom en Verenigde Nationale Beweging. Door de voormalige rol van Gacharia in Georgische Droom, met name als verantwoordelijk minister voor het hardhandig beëindigen van oppositieprotesten in 2019, werd Voor Georgië ervan verdacht een pseudo-oppositiepartij te zijn, gelanceerd door Georgische Droom. Analisten omschreven Voor Georgië in eerste instantie als splinterpartij van Georgische Droom en een project van Bidzina Ivanisjvili om te komen tot een "constructieve oppositie", met name vanwege de betrokkenheid van voormalige leden van Georgische Droom. Tegelijkertijd bestempelden leiders van Georgische Droom Gacharia als verrader, waaronder Ivanisjvili die hem in 2013 juist rekruteerde voor Georgische Droom.

### Partijmanifest 2024
In het manifest van 2024 schrijft de partij te strijden voor een "solidaire samenleving waarin iedereen eerlijke kansen krijgt om te slagen" en is ze "voor een samenleving die gebaseerd is op zowel solidariteit tussen de generaties als op het idee van wederzijdse steun en gezamenlijke ontwikkeling van de verschillende sociale, etnische en culturele groepen van de bevolking van het land". De partij ziet hierin een essentiële rol van de staat. De waarden van de liberale democratie kunnen volgens de partij alleen gerealiseerd worden als de economie en de overheid democratisch worden bestuurd. De partij streeft verder naar het versterken van de rechtsstaat en de 'checks en balances', het bestrijden van femicide, wil het onderwijssysteem hervormen, bureaucratie en centralisatie verminderen, actieve maatregelen nemen tegen corruptie en de invloed van belangengroepen op overheidsinstanties verminderen. 
Voor Georgië staat voor een economische beleid op basis van de vrije markt met daarnaast een sociaal vangnet, dat basisvoorzieningen biedt voor de meest kwetsbare groepen van de bevolking. De partij wil de arbeidsinspectie versterken en de rechten van werknemers en hun arbeidscondities beter beschermen. Het minimumloon moet volgens de partij omhoog naar 5 lari per uur, oftewel 950 lari per maand in plaats van de nominale 50 lari per maand. Daarnaast zouden de pensioenen gekoppeld moeten worden aan de groei van de economie.
De partij wil op zo kort mogelijke termijn het lidmaatschap van Georgië van de Europese Unie en wil lidmaatschap van de NAVO, bij voorkeur zonder 'Membership Action Plan' (MAP) zoals bij Finland en Zweden. Ten aanzien van de conflictgebieden Abchazië en Zuid-Ossetië is de visie dat EU-lidmaatschap voorwaardelijk is voor een herenigd Georgië. De partij stelde een aantal concrete stappen voor ten behoeve van re-integratie, zoals het vereenvoudigen van de registratie van Abchazische en Zuid-Osseetse kentekens en het vervoer over de conflictlijn. De partij wil programma's versterken ten behoeve van de bescherming van cultureel erfgoed.

## Verkiezingsresultaten
Voor Georgië deed zelfstandig mee met verkiezingen onder het kiesnummer 25, dat dit nummer sinds de oprichting gebruikt. In 2024 won de partij twaalf zetels in het parlement, onder een geheel evenredig kiesstelsel met een kiesdrempel van vijf procent.
| 2024 | Giorgi Gacharia | 25 | 161.521 | 7,78 | 12 / 150 | 6 | Oppositie | [ 34 ] |  |  |  |  |  |  |
|      |                 |    |         |      |          |   |           |        |  |  |  |  |  |  |

### Gemeenteraadsverkiezingen
De gemeenteraadsverkiezingen van 2021 waren de eerste verkiezingen voor de partij. De partij eindigde als derde. De gemeenteraadsverkiezingen vinden in Georgië plaats in een gemengd kiesstelsel, met een stem op een gesloten partijlijst voor de evenredige vertegenwoordiging en een stem op een kandidaat in enkelvoudig kiesdistricten.
| Gemeenteraad 2021 (landelijk) | Giorgi Gacharia | 25 | 137.416 | 7,8 | 3 | 107 | 8 | 115 / 2.068 | Nieuw |           | [ 5 ] [ 35 ] [ 36 ] |  |  |  |
| Gemeenteraad 2021 Tbilisi     | Giorgi Gacharia | 25 | 42.596  | 8,9 | 3 | 4   | 0 | 4 / 50      | Nieuw | Oppositie | [ 37 ]              |  |  |  |
|                               |                 |    |         |     |   |     |   |             |       |           |                     |  |  |  |

## Internationale relaties
Voor Georgië is niet geassocieerd met internationale koepelorganisaties. De partij werkt toe naar lidmaatschap van de Partij van Europese Socialisten (PES), de pan-Europese sociaaldemocratische partij. In het Congres van Lokale en Regionale Overheden van de Raad van Europa is Voor Georgië geassocieerd met de Europese Volkspartij.